# 1953

## أحداث
- تأسيس مدينة كاناك وتقع حاليا في جرينلاند.
- 19 مارس: تأسيس مدينة ريبيراو بيريس وتقع حاليا في البرازيل.
- 14 أكتوبر: تأسيس مدينة فيراز دي فاسكونسيلوس وتقع حاليا في البرازيل.
- 30 ديسمبر: تأسيس مدينة فالينهوس وتقع حاليا في البرازيل.
- نهاية الحرب الكورية في 27 يوليو 1953 والتي بدأت في 25 يونيو 1950.
- صدر للرئيس جمال عبد الناصر كتاب: فلسفة الثورة، الذي قام بتحريره الأستاذ محمد حسنين هيكل.

### يناير
- 5 يناير - توقف مجلة الثقافة المصرية عن الصدور.[1][2][3]
- 7 يناير - الرئيس الأمريكي هاري ترومان يعلن أن الولايات المتحدة الأمريكية طورت قنبلة هيدروجينية.
- 12 يناير - جمال عبد الناصر يصدر قراراً بحل جمعية الإخوان المسلمين.
- 14 يناير - انتخاب الرئيس جوزيف بروز تيتو رئيسا ليوغسلافيا.
- 20 يناير - الرئيس ايزنهاور يتسلم مقاليد الحكم في الولايات المتحدة.
- 31 يناير -
  - السلطات الفرنسية تعتقل حبيب بورقيبة.
  - الفيضانات تغرق 1800 شخص في هولندا.

### فبراير
- 11 فبراير - الاتحاد السوفييتي يقرر قطع علاقاته الدبلوماسية مع إسرائيل بعد أن إكتشف أن مصالحة الإستراتيجية تحتم وقوفه مع العرب.
- 12 فبراير - توقيع اتفاقية الجلاء المصري عن السودان بين مصر والسودان.
- 15 فبراير -احتجاب مجلة الرسالة عن الصدور بعد أن ظلت عشرين عاماً المجلة الأدبية الأولى في العالم العربي والتي إشترك في تحريرها كبار الكتاب في مصر والعالم العربي، وكان يرأس تحريرها الأديب أحمد حسن الزيات.

### مارس
- 27 مارس - نجاح التطعيم بمصل شلل الأطفال في الولايات المتحدة الأمريكيةعلى يد العالم الأمريكي يوناس سولك.

### أبريل
- 9 أبريل -إنشاء اتحاد البريد العربي.
- 10 أبريل -اختار مجلس الأمن الاقتصادي السويدي داغ همرشولد في منصب امين الأمم المتحدة.
- 25 أبريل - اكتشاف جيمس واتسون وفرنسيس كريك للدي ان ايه.

### مايو
- 2 مايو - الملك حسين يتسلم سلطاته الدستورية كملكا على الأردن.
- 3 مايو - بدأت إذاعة صوت ألمانيا بث برامجها بشكل منتظم.
- 19 مايو -اللواء محمد نجيب يقوم بتشكيل حكومته الثانية في مصر.
- 29 مايو - بعثة بريطانية بقيادة الكولونيل جون هانت وتضم 4 افراد آخرين بينهم حمال هندي تصل إلى قمة جبل افرست أعلى نقطة في الأرض.

### يونيو
- 2 يونيو - تنصيب الملكة اليزابيث الثانية على عرش بريطانيا.
- 18 يونيو - إالغاء الملكية وإعلان الجمهورية برئاسة محمد نجيب في مصر.

### يوليو
- 4 يوليو - افتتاح إذاعة صوت العرب في العاصمة المصرية القاهرة.
- 20 يوليو - انعقاد أول مؤتمر لوزراء المال والاقتصاد العرب في مدينة شتورا اللبنانية، واستمر حتى 10 أغسطس.
- 26 يوليو - أول ظهور للزعيم الكوبي فيدل كاسترو على الساحة الكوبية حين حاول الاستيلاء على إحدى الثكنات ولكنه فشل واعتقل وحكم عليه بالسجن 15 سنة.
- 27 يوليو - توقيع الهدنة بين كوريا الشمالية وكوريا الجنوبية لايقاف الحرب الكورية الدائرة بين البلدين والتي استمرت حوالي 3 سنوات.
- 27 يوليو - إلحاق منطقة سبع أبكار بأمانة مدينة بغداد، ولم تكن المنطقة قبل ذلك تابعة للمدينة.

### أغسطس
- 12 أغسطس -الاتحاد السوفيتي يفجر قنبلته الهيدروجينية الأولى.
- 19 أغسطس - سقوط حكومة رئيس الوزراءالإيراني الدكتور محمد مصدق.
- 20 أغسطس - قيام ثورة الملك والشعب بالمغرب.

### سبتمبر
- 4 سبتمبر - انعقاد الدورة الأولى لمجلس الدفاع العربي المشترك في القاهرة.
- 13 سبتمبر - نيكيتا خوروشوف يصبح اميناً عاماً للاتحاد السوفييتي.

### أكتوبر
- 14 أكتوبر - إسرائيل تعتدي على قرية قبية العربية وترتكب مذبحة وتقتل 67 شخصا، وكان الاقتحام بقيادة رئيس الوزراء الإسرائيلي فيما بعد أرييل شارون.
- 22 أكتوبر - فرنسا تمنح الاستقلال لدولة لاوس.
- 30 أكتوبر -الرئيس الأمريكي دوايت أيزنهاور يوافق رسمياً على الوثيقة الخاصة بمجلس الأمن القومي التي تنص على أن ترسانه الولايات المتحدة النووية يجب الحفاظ عليها والتوسع فيها من أجل مواجهة التهديد الشيوعي.

### نوفمبر
- 5 نوفمبر استقالة ديفيد بن غوريون من رئاسة وزراء إسرائيل
- 9 نوفمبر
  - تولى سعود بن عبد العزيز آل سعود مقاليد الحكم بعد وفاة والده المؤسس عبد العزيز آل سعود وتم تعيين فيصل بن عبد العزيز آل سعود وليا للعهد كما تم تعيين فهد بن عبد العزيز آل سعود وزيراً للمعارف بنفس اليوم.
  - استقلال كمبوديا التي كانت تحت الحماية الفرنسية منذ 1863.
- 14 نوفمبر - انضمام ليبيا لجامعة الدول العربية.
- 24 نوفمبر - صدور قرار رقم 101 من مجلس الامن بادانة مذبحة قبية في فلسطين.

### ديسمبر
- 7 ديسمبر - إنشاء الجمهورية (جريدة مصرية) برئاسة محمد أنور السادات.
- 23 ديسمبر - انتخاب السياسي الفرنسي رينيه كوتي رئيسا للجمهورية الفرنسية.

## مواليد
- جميل داري
- ميشال أبيكاريوس
- أحمد الريسوني
- أحمد عبد الحليم سعفان
- أحمد عيسى المعصراوي
- أحمد مكروح
- أدري فان كراي
- أسامة الفولي
- أشرف أرماغان
- ألان مويزان
- ألبرت إمون
- منصور دماس
- ألدو مالديرا
- ألفريد مولينا
- ألكسندر زيلين
- أنتونيو باستوس لوبيز
- أندرو وايلز
- أندى هيرتيزفيلد
- أولريكه لينجله
- إيزابيل أوبير
- إيفيكا سورياك
- إيناس الدغيدي
- التليلي العجيلي
- الحبيب بيدة
- المختار النايلي
- اينزو تروسيرو
- باتريك بلان
- بافول بيروش
- باويل جاناس
- بثينة شعبان
- برلنتي عبد الحميد
- بدر الغريب
- بوسي
- بول كروغمان
- بول مارينر
- بيتر أرنتز
- بين بيرنانكي
- بينظير بوتو
- توماس فريدمان
- توماس هندريك إلفيس
- توني شلهوب
- تيريزا تينغ
- تيكو توريز
- ثابت ثابت
- جانيس كاربينسكي
- جاي فيرهوفشتان
- جورفان فييرا
- جون مالكوفيتش
- جون نيلسون روبرتسون
- جيورجوس فويروس
- دانييل باساريلا
- درازين موزينيتش
- دوميتيان ندايزيى
- ديفيد مورس
- رعد عبد القادر
- رندة الشهال
- روبرت زوليك
- رولاند كوربيس
- رونالد فورم
- ريشارد كليدرمان
- ستيف توم
- سعاد نصر
- سعيد نفاع
- سليمان العسعوسي
- سلافوليوب موسلين
- سلمان مصالحة
- سمية الألفي
- سمير البكوش
- سهيلة أندراوس
- سورين بوسك
- سوزانه روكل
- سيرجي إيفانوف
- سيرجينهو تشولابا
- صالح الرقب
- صالح عاشور
- صباح الخالد الحمد الصباح
- صبحي صالح
- صلاح الدين مزوار
- طارق السويدان
- طلعت سقيرق
- عبادي الجوهر
- عبد الرحمن العقل
- عزت الطيري
- عقيلة الهاشمي
- علي عبد الله جابر
- علي محمد مجور
- عيسى الناعوري
- عائشة الرشيد
- غايتانو شيريا
- غرايم سونيس
- غيرنو روهر
- فاتح تيريم
- فرانتيسيك ستامباتشر
- فرانسوا الحاج
- فرانسيس مينيو
- فرانسيسكو موخيكا غرمينديا
- فيفي عبده
- فيليكس ماغاث
- كارلوس كيروش
- كارلوس ميسا
- كاسبار ميميرنغ
- كايت كابشاو
- كرستينا فيرنانديز
- كريستوس أرديزوغلو
- كيم باسينجر
- لاديسلاف يوركميك
- ليندا لينغل
- لينين مورينو
- ليونيل فرناندز
- ماكس فيرنر
- مامووتي
- مانويل بيليجريني
- مايك أولدفيلد
- متروك الفالح
- محمد بكري
- محمد حسين صفار
- محمد سمراوي
- محمد عبد الغفار الشريف
- محمد فنيش
- محمود الدوسري
- مريم رجوي
- مريم صالح
- مصطفى سيد أحمد
- معالي زايد
- مليكة ولباني
- منوشهر متكي
- مهدي سرباح
- موسى تواتي
- ناويا أتشيدا
- نجيب الخطاب
- نجيب تون عبد الرزاق
- نعيم قاسم
- نوردوم سيهاموني
- نورمان فنكلستين
- نيلو فينغادا
- هاشم غرايبة
- هانس كرانكل
- هاني حسن أبو ريدة
- هند خوري
- هوب ستيفينز
- هوشيار زيباري
- هيرتا مولر
- يوري غافريلوف
- صفوان بهلوان - ملحن ومغني سوري.
- محمد مبارك الفجي.
- شفيق الغبرا

### يناير
- 2 يناير - أحمد شاه مسعود، قائد أفغاني من أصل الطاجيكية.
- 6 يناير - مانفريد كالتز، لاعب كرة قدم ألماني.
- 21 يناير - بول ألين رجل أعمال أمريكا اسس شركة مايكروسوفت بالتعاون مع بيل غيتس.
- 26 يناير - أندرس فوغ راسموسن رئيس وزراء الدنمارك السابق.

### فبراير
- 11 فبراير - خوسيه ماريا أثنار، رئيس وزراء إسبانيا الأسبق.
- 28 فبراير - ريكي ستيمبوت, مصارع محترف

### مارس
- 1 مارس - ألبيرتو زاكيروني، مدرب كرة قدم إيطالي.
- 3 مارس - زيكو، لاعب كرة قدم برازيلي سابق، ومدرب كرة قدم حالي.
- 11 مارس - لاسزلو بولوني، لاعب كرة قدم روماني سابق، ومدرب كرة قدم حالي.
- 13 مارس - أحمد فكرون، موسيقي عالمي.
- 16 مارس - ريتشارد ستولمن، مؤسس حركة البرمجيات الحرة ومشروع جنو ومؤسسة البرمجيات الحرة.
- 28 مارس - أحمد فتفت، طبيب وسياسي ووزير لبناني.

### مايو
- 4 مايو - ماساشي إبارا، ممثل أداء صوتي ياباني.
- 6 مايو - توني بلير، رئيس وزراء بريطانيا الأسبق.
- 16 مايو - بيرس بروسنان، ممثل أمريكي من أصل أيرلندي.
- 22 مايو - تشا بوم كون، لاعب كرة قدم كوري جنوبي سابق ومدرب كرة قدم حالي.
- 24 مايو -ألفريد مولنا، ممثل إنجليزي.

### يونيو
- 7 يونيو - نسيب البيطار، إعلامي إماراتي من أصول أردنية.
- 10 يونيو - جون إدواردز، سياسي أمريكي.
- 12 يونيو - نجيب الإمام، حكم كرة قدم تونسي.
- 13 يونيو - تيم ألين، ممثل أمريكي.
- 20 يونيو - سلوم حداد، ممثل سوري.
- 21 يونيو - بنزير بوتو، سياسية باكستانية ورئيسة وزراء باكستان السابقة.
- 22 يونيو - سيندي لوبر، مغنية أمريكية.

### يوليو
- 15 يوليو -
  - جان برتران أريستيد، رئيس هايتي.
  - جون دينام، سياسي بريطاني.
- 22 يوليو - ريني فان در يكن، لاعب كرة قدم بلجيكي.
- 31 يوليو - تورو فُرُيا، ممثل أداء صوتي ياباني.

### أغسطس
- 11 اغسطس - هلك هوغن، مصارع محترف وممثل أمريكي.

### سبتمبر
- 16 سبتمبر - ثابت البطل، حارس مرمى النادي الأهلي المصري ومنتخب مصر لكرة القدم.
- 22 سبتمبر - سيغولين رويال، مرشحة الحزب الاشتراكي الفرنسي للانتخابات الرئاسية الفرنسية لسنة 2007.
- 23 سبتمبر - جان قهوجي، قائد الجيش اللبناني منذ 2008.

### أكتوبر
- 9 أكتوبر - هيلموت رولدر، لاعب كرة قدم ألماني.
- 10 أكتوبر - ألبرت روست، لاعب ومدرب كرة قدم فرنسي.
- 16 أكتوبر - باولو روبرتو فالكاو، لاعب كرة قدم برازيلي سابق، ومدرب كرة قدم حالي
- 25 أكتوبر - جاسم يعقوب، لاعب كرة قدم كويتي.

### نوفمبر
- 9 نوفمبر - مارك باتا، حكم كرة قدم فرنسي.
- 14 نوفمبر - دومينيك دو فيلبان، دبلوماسي وسياسي فرنسي ووزير خارجية سابق.
- 16 نوفمبر - بيروم أن براسيت، حكم كرة قدم تايلندي.

### ديسمبر
- 4 ديسمبر - جين ماري بفاف، حارس كرة قدم بلجيكي سابق.
- 23 ديسمبر - كيم باسنجر، ممثلة أمريكية.

## وفيات
- أحمد رضا
- أرتيميسا جنتلسكي
- إبراهيم دسوقي أباظة
- إبراهيم لاما
- إدوين هابل
- إريك مندلسون
- الهادي شاكر
- ثيو ماكيبين
- صالح بن عبد العزيز بن عبد الرحمن آل الشيخ
- جوزيف ستالين
- رشيد الحاج إبراهيم
- سيد سليمان الندوي
- صالح عزيز
- غيرد فون رونتشتيت
- فلاديمير تاتلين
- لافرينتي بريا
- ماري من تيك
- مجيب سلمان المرشد
- محمد الفائز
- محمد كرد علي
- محمد لطفي جمعة
- ناثان لويس ميلر
- نوبويوكي أبه
- حسين سميعي
- هانز رايخينباخ
- 5 مارس - وفاة الزعيم السوفيتي ستالين.
- 5 مارس - وفاة العازف وقائد الاروكسترا الروسي سيرغي بروكوفييف
- 23 مارس - وفاة الرسام الفرنسي راوول دوفي.
- 25 مارس - وفاة شاعر الاطلال إبراهيم ناجي
- 4 أبريل - وفاة ملك رومانيا السابق كارول الثاني
- 24 يوليو - وفاة الكاتب الفلسطيني خليل السكاكيني.
- 3 أكتوبر - وفاة الموسيقار الفرنسي لويس بيدت.
- 8 نوفمبر - وفاة الملك عبد العزيز آل سعود مؤسس المملكة العربية السعودية.
- 8 نوفمبر - وفاة الكاتب الروسي إيفان اليكسيائيفيتش بونين الحاصل على جائزة نوبل في الأدب عام 1933
- 27 نوفمبر - وفاة الكاتب المسرحي الأمريكي أوجين أونيل الحاصل على جائزة نوبل في الأدب في الآداب عام 1936.
- 23 ديسمبر
  - وفاة العالم الأمريكي روبرت ميليكان الحاصل على جائزة نوبل في الفيزياء عام 1923.
  - - إعدام رئيس المخابرات الروسية بيريا والذي كان قد أقيل من منصبه في 10 يوليو 1953.
- 24 ديسمبر نيقولاي شفيرينك، رئيس الاتحاد السوفييتي في الفترة من 1946 إلى 1953.

## نال جائزة نوبل
- في الفيزياء – الهولندي فريتس زيرنيكه.
- في الكيمياء – الألماني هرمان شتاودنغر.
- في الطب – مناصفة بين الأمريكي فريتس ليبمان والبريطاني هانس كريبس.
- في الأدب – رئيس وزراء بريطانيا الأسبق ونستون تشرشل.
- في السلام – الأمريكي جورج مارشال.